# Paul Guillaume, Novo Pilota
Paul Guillaume, Novo Pilota (Paul Guillaume, Novo Pilota) és un oli sobre cartró encolat sobre contraplacat de 105 × 75 cm realitzat per Amedeo Modigliani l'any 1915 i dipositat al Museu de l'Orangerie de París.

## Context històric i artístic
Modigliani va conèixer Paul Guillaume gràcies al poeta Max Jacob el 1914 i li va pintar quatre retrats entre el 1915 i el 1916. Aquest retrat fou pintat a la casa de l'amant de l'artista, la poeta britànica Beatrice Hastings, la qual també vivia a Montmartre. Zadkine explica en quines condicions fou realitzat un d'aquests retrats:
| « | "Zborowski va dur en Modi a casa de Paul Guillaume, jove marxant de pintures, bastant gras i flonjo, que no tan sols exposava quadres cubistes sinó també escultures negres encara desconegudes pel gran públic, d'aquelles escultures que jo havia descobert uns anys abans al Museu Britànic sota etiquetes etnogràfiques. Paul Guillaume acceptà de fer-se pintar un retrat per Modigliani. Les sessions de posa i de pintura tenien lloc en un soterrani sota la claror intensa d'una bombeta i amb la taula presidida per una ampolla de vi." | » |

## Descripció
Paul Guillaume només té vint-i-tres anys quan Modigliani pinta aquest retrat. El marxant és presentat ací com un jove elegant i segur, el defensor visionari de l'art modern durant la dècada del 1910. Hom veu el seu nom, escrit en lletres majúscules, a dalt a l'esquerra, i una sèrie d'inscripcions de lloança: Stella Maris, a dalt a la dreta, a sota d'una estrella de David, i Novo Pilota, a baix a l'esquerra. Entre la signatura i la data, a baix a la dreta, Modigliani ha dibuixat també una esvàstica, símbol sànscrit que significa "de bon auguri".
L'homenatge de Modigliani al seu model és temperat pel tractament, en què es transparenta una ironia involuntària davant de la mundanitat del personatge. Paul Guillaume mostra una actitud de seguretat gairebé arrogant, amb la cigarreta a la mà, el cap lleugerament inclinat cap enrere, els ulls mig clucs i fixos en l'espectador, els llavis entreoberts com si estigués exhalant fum. La seua silueta es destaca contra el fons vermell, mentre que el seu vestit i el barret contrasten amb la cara i la camisa blanca. La representació plana de la cara i els seus trets ben definits atrauen la mirada de l'espectador, mentre que la mà esquerra està tot just esbossada. D'altra banda, la pinzellada espaiada i ràpida suggereix una execució precipitada.